# El rincón de los prodigios
El rincón de los prodigios é uma telenovela mexicana produzida por Guillermo Diazayas para a Televisa e exibida pelo Canal de las Estrellas entre 26 de outubro de 1987 e 15 de abril de 1988.
O libreto de El Rincón de los Prodigios foi um dos vencedores de um famoso concurso promovido pela Televisa com o objetivo de descobrir novos roteiristas de telenovelas. Seu autor, Salvador García Doreste, não voltou a escrever outra telenovela após esta produção.
A trama foi exibida simultaneamente com a telenovela Tal como somos, sendo transmitida às 18h, enquanto El Rincón de los Prodigios era exibida às 18h30.
Foi protagonizada por Demián Bichir, Alma Delfina, Tina Romero, Jorge Russek e  Juan Carlos Serrán.

## Sinopse
As diferenças entre as crenças ancestrais mexicanas e a fervente fé religiosa imposta pelo Catolicismo é a base deste história. Monchito (Demián Bichir) parece um garoto comum. No entanto possui poderes sobrenaturais e curativos. Assim mesmo, a trama está rodeada de enigmas, mistério e magia.

## Elenco
- Demián Bichir - Monchito
- Alma Delfina - Mari
- Jorge Russek - Francisco de la Garza
- Silvia Mariscal - Soledad
- Tina Romero - Mercedes
- Mercedes Pascual - Rosario
- Tony Carbajal - Padre Agustín
- Socorro Avelar - Martina
- Arsenio Campos - Sebastián
- Juan Carlos Serrán - Ramón
- Humberto Elizondo - Genaro
- Miguel Suárez - Padre Gonzalo
- Luisa Huertas - Lucrecia
- Elizabeth Dupeyrón - Roxana
- Odiseo Bichir - Padre Matías
- Christian Ramírez - Monchito (menino)
- Evangelina Sosa - Mari (menina)
- Carlos Ignacio - Chaparro
- Germán Robles - El Carretero
- Alvaro Carcaño
- Mario Cid
- Aurora Molina
- Judy Ponte
- Graciela Orozco
- Carmen Sagredo
- María Prado
- Isaura Espinoza
- Eugenio Cobo
- Jorge Mateos

## Prêmios e indicações

### Prêmio TVyNovelas 1989
| Categoria            | Indicado(a)   | Resultado |
| -------------------- | ------------- | --------- |
| Melhor atriz juvenil | Alma Delfina  | Indicado  |
| Melhor ator juvenil  | Demián Bichir | Indicado  |
| Melhor primeiro ator | Tony Carbajal | Indicado  |